# Église Saint-Rémi d'Allemant
Pour les articles homonymes, voir Église Saint-Rémi.
L'église Saint-Remi est une église catholique située à Allemant (Marne), en France.

## Localisation
L'église est située dans le département français de la Marne, sur la commune de Allemant.

## Historique
L'édifice est bâti au XIIe siècle sur un prieuré bénédictin de Saint-Gond puis remanié jusqu'au XVe siècle. Seules du style roman persistent des piles de la nef sud et un chapiteau orné de têtes humaines. Elle fut profondément remaniée au XVe siècle, peut-être par suite des destructions de la guerre de Cent Ans dans la région. La Grande Guerre la laisse abîmée. Elle est classée au titre des monuments historiques en 1932 puis restaurée.